# Agurippa
Agurippa (アグリッパ) とは、NTTビズリンクがアプリケーションサービスプロバイダとして提供していたサーバー型アカウントアグリゲーションサービスの名称。
NTTコミュニケーションズが自社開発したInfoBondを利用しており、XMLによるWebサービス対応や、Microsoft Moneyなどのクライアント型アカウントアグリゲーションソフトウェアへのOFXデータフィード及びAgurippa電子明細対応、ライフプラン診断機能など、アカウントアグリゲーション業界初の機能を多く有していた。
2021年6月30日をもって提供を終了した。

## Agurippaを利用しているサービス
| サービス名                 | 提供企業                      | 提供開始日     | 携帯電話対応 | 提供対象 |
| -------------------------- | ----------------------------- | -------------- | ------------ | --- |
| JNBアグリゲーション        | ジャパンネット銀行            | 2002年11月11日 | ×            | ジャパンネット銀行の普通預金口座保有者。2015年3月31日サービス終了                                                              |
| ぷららアグリゲーション     | ぷらら (NTTぷらら)            | 2002年12月2日  | ×            | 条件なし。2012年9月30日サービス終了                                                                                            |
| gooワンビリング            | goo (NTTレゾナント)           | 2002年12月2日  | ○            | goo ID保有者。2012年6月30日15:00サービス終了                                                                                   |
| MSNマネー 残高照会サービス | MSN (マイクロソフト)          | 2003年12月15日 | ×            | Windows Live ID保有者。2011年1月31日サービス終了                                                                               |
| ANAマイレージスクエア      | 全日本空輸                    | 2006年5月1日   | ×            | ANA「ダイヤモンドサービス」「プラチナサービス」メンバー、ANAスーパーフライヤーズカード会員。2010年3月31日14:00サービス終了     |
| 楽天口座管理サービス       | 楽天                          | 2006年12月21日 | ×            | 楽天会員 |
| オリコマネークリップ       | オリエントコーポレーション    | 2008年1月24日  | ×            | eオリコサービス会員。2010年1月29日サービス終了                                                                                 |
| 人生通帳スタンダード       | ソニー銀行                    | 2008年3月18日  | ○            | ソニー銀行の口座残高または融資残高が10万円以上の顧客。2011年3月14日から人生通帳家計簿サービスも開始。2017年1月31日サービス終了 |
| 安心お知らせメール         | ジェーシービー                | 2009年9月17日  | ○            | JCBカードの利用残高に応じてEメール通知するサービス。カード番号が「354」からはじまるJCBカード会員                               |
| マネメモ                   | 三菱東京UFJ銀行               | 2010年3月23日  | ×            | 三菱東京ＵＦＪダイレクトのインターネットバンキングを利用可能で、Eメールアドレスの届け出がある方。2014年7月31日サービス終了     |
| MONEX ONE                  | マネックス証券                | 2011年1月17日  | ×            | マネックス証券の顧客。2019年12月26日サービス終了                                                                               |
| OCN家計簿                  | OCN (NTTコミュニケーションズ) | 2011年4月18日  | ×            | OCN ID保有者。2020年3月31日サービス終了                                                                                        |

gooワンビリングは、当初は「goo通帳＆明細」というサービス名だった。2006年4月3日にgooワンビリングへ改称。
サービスによって、対応金融機関が異なる。

## Agurippa電子明細
Agurippa電子明細とはNTTビズリンクがASP提供するアカウントアグリゲーションサービスの独自ダウンロードファイル規格。拡張子は.AGRである。
個人用資産管理ソフト「マスターマネー」は、.AGR形式の取引明細情報を直接取り込むことができる。